# Wels-Land
Het politieke district Bezirk Wels-Land ligt in het centrum van de Oostenrijkse deelstaat Opper-Oostenrijk en ligt om de stad Wels heen. Het district heeft ongeveer 63.000 inwoners. Het bestaat uit een aantal gemeenten.

## Gemeenten
1. Aichkirchen (497)
2. Bachmanning (638)
3. Bad Wimsbach-Neydharting (2360)
4. Buchkirchen (3648)
5. Eberstalzell (2190)
6. Edt bei Lambach (2082)
7. Fischlham (1258)
8. Gunskirchen (5296)
9. Holzhausen (642)
10. Krenglbach (2644)
11. Lambach (3242)
12. Marchtrenk (11.288)
13. Neukirchen bei Lambach (830)
14. Offenhausen (1546)
15. Pennewang (859)
16. Pichl bei Wels (2726)
17. Sattledt (2241)
18. Schleißheim (941)
19. Sipbachzell (1713)
20. Stadl-Paura (4869)
21. Steinerkirchen an der Traun (2149)
22. Steinhaus (1801)
23. Thalheim bei Wels (4971)
24. Weißkirchen an der Traun (2655)